# 西恩铁路

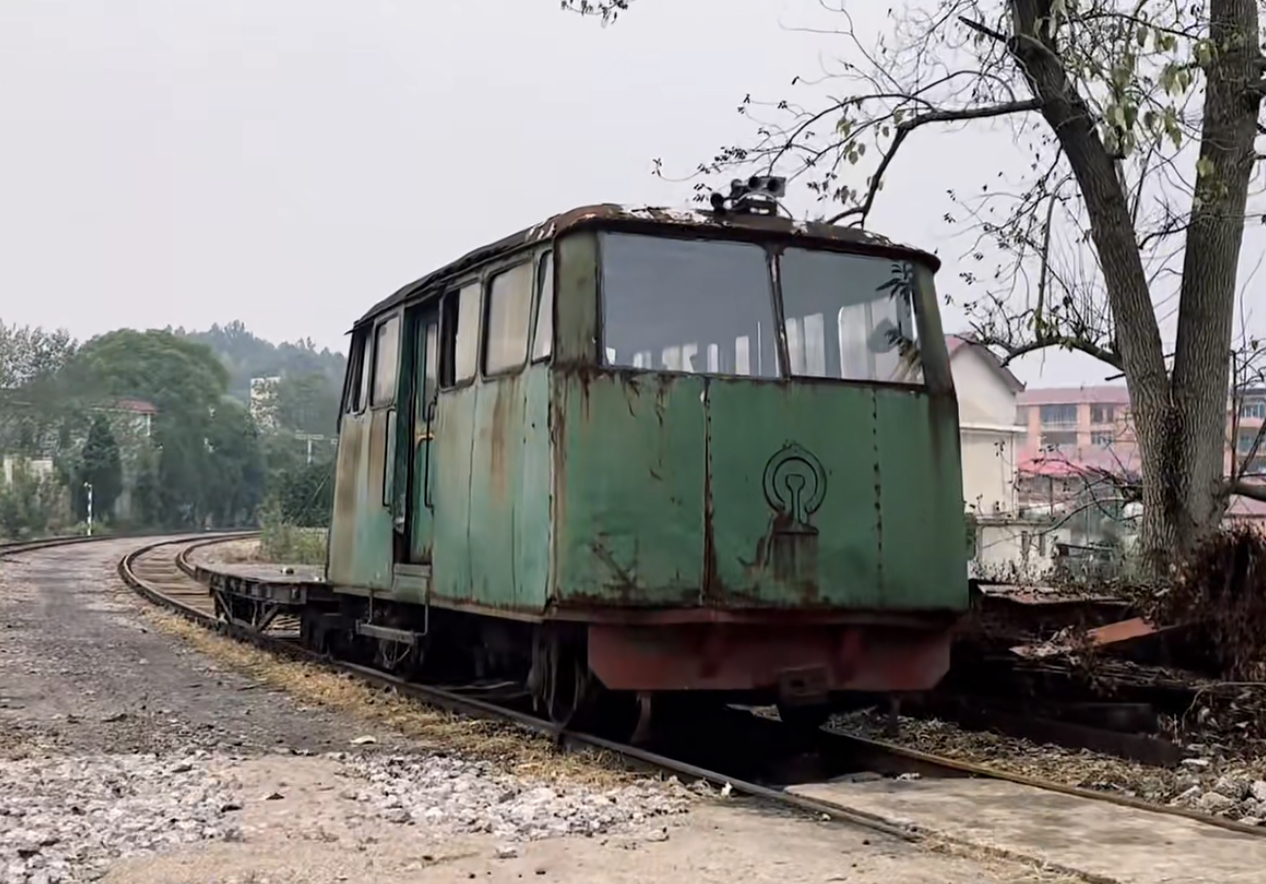
胜昔桥站附近

西恩铁路是湖南省娄底市娄星区一条矿山铁路，正线长12公里，承担涟邵矿物局恩口煤矿和沿途油库运输任务。东起沪昆铁路胜昔桥站，西至恩口煤矿。

## 线路
运输能力每年100万吨，有2台上游蒸汽机车。2011年，装车15396个，运输998784吨，净利润385万元。

## 历史
原属于涟邵矿务局恩口煤矿西恩铁路管理所经营管理。1978年通车。2004年，恩口煤矿破产，西恩铁路面临废弃。2005年4月，原西恩铁路管理所的70多位工人成立了资产重组领导小组，2个月内筹措资金583万元，并通过参股方式社会融资643万元，终于买下了西恩铁路永久性经营权。2005年10月，西恩铁路由原企业职工实现了参股重组，正式成立“娄底市西恩铁路运输有限公司”，成为全国首条私营铁路。